# نوو ووپکوو
نوو ووپکوو (به لاتین: Nowy Łupków) یک روستا در لهستان است که در گمینا کومانگچا واقع شده‌است. نوو ووپکوو ۳۹۰ نفر جمعیت دارد.